# Hakea amplexicaulis
Hakea amplexicaulis es una especie de arbusto perteneciente a la familia Proteaceae, originario de Australia Occidental. 

## Descripción
Hakea amplexicaulis es un arbusto erecto que alcanza una altura de 1 a 3 metros. Tiene hojas con bordes espinosos que envuelven los tallos. Las flores son blancas y se producen entre agosto y noviembre en su hábitat nativo.

## Taxonomía
Hakea amplexicaulis fue descrita por Robert Brown y publicado en Transactions of the Linnean Society of London 10(1): 184. 1810.
Etimología
Las hakeas fueron denominadas por el Barón Christian Ludwig von Hake, en el siglo XVIII, el patrón alemán de la botánica.
Sinonimia
- Hakea amplexicaulis var. angustifolia Meisn.
- Hakea amplexicaulis var. latifolia Meisn.
- Hakea triformis Lindl.[2]